# Соломон ибн Габирол
Соломон ибн Габирол (на иврит: שלמה בן יהודה אבן גבירול, Shelomo ben Yehuda ibn Gevirol; на арабски: أبو أيوب سليمان بن يحيى بن جبيرول, Abu Ayyūb Suleiman ibn Yahya ibn Jabirūl; на латински: Solomon ibn Gabirol, Avicebron; на български също: Соломон ибн Гебирол) е еврейски философ, кабалист и поет, живял и творил в Андалусия, Испания. Роден е през 1021 г. в Малага и умира през 1058 г. във Валенсия.
Известен е и с латинската форма на името си Авицеброн. Той е един от първите философи в Европа, които се занимават с неоплатонизма и се опитва да го свърже с еврейската философия. Някои от концепциите му са поддържани от Бонавентура, Дънс Скот и Джордано Бруно, и критикувани от Алберт Велики и Тома Аквински.
Най-известното му философско произведение е „Изворът на живота“ или Fons Vitæ (на иврит: מקור חיים, Meqor Hayyim).
На негово име е кръстена най-голямата улица в Тел Авив, Израел.